# 普萨拉
普萨拉（希臘語：Ψαρά）是希腊北愛琴大區希俄斯专区的市镇，行政中心为普萨拉村。市镇面积为44.511平方公里，2021年人口数量为420人。
普萨拉市镇包括普薩拉島、安迪普薩拉島及其他诸多小岛。市镇的官方名字原为“普萨拉市镇”（Δήμος Ψαρών）。2018年时其获得官方荣誉名称“普萨拉英雄岛市镇”。荣誉名称来自1824年希腊独立战争中该岛的大部分居民在大屠杀中阵亡。